# 風来坊 (テレビドラマ)
『風来坊』（ふうらいぼう）は、1968年10月6日から1969年1月26日までフジテレビ系列局で放送されていた時代劇である。C.A.Lとフジテレビの共同製作。サントリーの一社提供。朝日新聞で判明。全17話。放送時間は毎週日曜 20:00 - 20:56 （日本標準時）。

## 概要
剣術と手品が得意な旅人・又三郎は、道中で出会った弥吉と一緒に旅することになる。だが又三郎とは偽名で、その正体は公儀の御用で尾張藩への潜入を命じられた幕府大目付代理・神尾源之助であった…。

## キャスト
- 三味線堀の又三郎（神尾源之助）：中村賀津雄（後の中村嘉葎雄）
- 下総流山の弥吉（大庭隼人）：大辻伺郎
- お銀：水野久美

## スタッフ
- 脚本：小国英雄、大西信行
- 監督：船床定男、菊地奛
- 撮影：坪井誠、宮西良太郎
- 照明：福富精治、榑松良司
- 美術：服部展宏、阿部三郎、大門恒夫
- 音楽：小森昭宏
- 制作主任：川浦清孝
- 助監督：菊地奛、小俣堯、外山徹
- 記録：八木戸春代、大久保科子、野口多喜子、中尾澄子、久松三樹子
- 編集：八木戸寛、木村幸夫、小出良助
- 殺陣：足立伶二郎、三好郁夫
- 衣裳：京都衣裳
- 結髪：川口かつら店
- 小道具：高津装飾
- 録音：国際放映、アオイ・スタジオ
- 現像：キヌタ・ラボラトリー
- 制作：C.A.L、フジテレビ

## 主題歌
「風来坊」
作詞・作曲：なかにし礼 / 編曲：川口真 / 歌：梓みちよ

## 参考資料
- テレビドラマデータベース[どれ?]